# إصلاح إسلامي
حركات الإصلاح الإسلامي - والذي يعرف أيضا بالإسلام التقدمي أو بالإسلام التقدمي الإصلاحي أو التجديد الإسلامي - تدعو لإصلاح الخطاب الديني ونبذ الخلاف المذهبي والتعصب الطائفي، والابتعاد عن التقاليد الممتزجة بالخرافات والأفكار الدخيلة على الإسلام. وفي نفس الوقت كانت تلك الحركة تدعو لفهم الإسلام فهما جديدا، عن طريق إعادة فهم وتفسير القرآن والسنة، واستخدام الأدوات الفقهية التقليدية مثل الاجتهاد والقياس والإجماع وغيرها من أجل صياغة مشروع إصلاحي على ضوء المعايير العلمية العقلانية، والنظرية الاجتماعية الحديثة. وذلك لتجديد الخطاب الديني بحيث يلبي متطلبات العصر الجديد ويؤمن حركية جديدة للمجتمع الإسلامي. فيما يراه بعض الإصلاحيين اقتداء بالمسلمين الأوائل من الصحابة والتابعين الذين اجتهدوا في مستحدثات عصرهم وكانوا أكثر مرونة وانفتاحا.
لقد قامت محاولتان للإصلاح الديني، الأولى في القرن الثامن عشر على يد محمد بن عبد الوهاب والثانية في القرن التاسع عشر على يد محمد عبده ثم تلاقحت المدرستان في بداية القرن العشرين على يد محمد رشيد رضا لكن محاولات الإصلاح الديني تعثرت بسبب الصراع على الهوية الذي تمثل في الطرح القومي الفرعوني بعد الحرب العالمية الأولى والذي اعتبر مصر أمة فرعونية لا دخل للدين الإسلامي في تكوينها، ثم تعثر الإصلاح مرة ثانية بعد الحرب العالمية الثانية عندما طرح جمال عبد الناصر الفكر القومي العربي والفكر الاشتراكي فرفض الفكر القومي العربي للدين الإسلامي عندما اعتبر أن الأمة العربية تقوم على اللغة والتاريخ فقط ولا دخل للدين الإسلامي في تكوينها، كما اعتبرت الاشتراكية الأديان دون استثناء خرافة وأوهاما لأنها نظم تستغلها البرجوازية في تخدير البروليتاريا، ثم ظهرت مشاكل أخرى في وجه الإصلاح الديني تتجلى في التفتيت الطائفي الذي أطلقه مشروع إيران، وفي التفتيت العرقي والسياسي الذي أطلقته الفوضى الخلاقة ومشروع الشرق الأوسط الجديد، مما أضاف صعوبات في وجه الإصلاح الديني كان عليه أن يواجهها ويضع لها حلولا، وهو ما جعل الإصلاح الديني يتعثر مرة ثالثة في القرن الواحد والعشرين. 

## النشأة
الحركة الإصلاحية الإسلامية نشأت في حواضر العالم الإسلامي الكبرى خلال القرن التاسع عشر على خلفية تقدم الغرب على المسلمين في مجالات الاقتصاد والعلوم والحرب. ومن بين أهم روادها رفاعة الطهطاوي وجمال الدين الأفغاني ومحمد عبده. وكان السؤال الأساسي الذي شغل هؤلاء الرواد هو كيفية تحقيق المسلمين للتقدم الحضاري المادي مع المحافظة على خصوصيتهم. ويتم ذلك عبر إصلاح النظرة للإسلام كي يتقدم المسلم ويواكب عصره. لذلك طالبوا بمراجعة التراث تمشيا مع متطلبات العصر والتقدم المدني.
في نهاية القرن التاسع عشر ظهرت البوادر الأولى لأفكار الإسلام السياسي لدى الشباب العثماني حول السلطان عبد الحميد الثاني في إطار رفض للإصلاحات المدنية التي فرضها ظهور الدولة الحديثة وقوانينها. وقد قام هؤلاء بإعادة صياغة الإسلام كبديل عن الدولة الوطنية التي اعتبرت إفرازا للغرب. فكانت الدولة الإسلامية بديلا للدولة الوطنية والشريعة بديلا لقوانين الدولة والعدل بديلا للحرية. لذلك تواصل هذا الفكر مع الإخوان المسلمين في مصر وكذلك مع الجماعة الإسلامية لأبو العلاء المودودي في الهند وخرجت من بينهما لاحقا تنظيمات أكثر تشددا هي الجماعات الجهادية. مثل الإيمان محتوى الوهابية فأنتجت الداعية الإسلامي، في حين كانت مادة الإصلاح الإسلامي هي التقدم الحضاري فأنتج المفكر الإسلامي، أما الإسلام السياسي فأنتج مفهوم المناضل الإسلامي باعتبار سياسة الدولة مادته الأساسية.
ظهرت العديد من الحركات التي تعتبر إصلاحية على مدار التاريخ الإسلامي. الحركة الإصلاحية في العصر الحديث في الهند ومصر كانت واحدة من العديد من الحركات التي ظهرت في منتصف القرن التاسع عشر مثل العلمانية والإسلأموية والسلفية في ردة فعل للتغيرات السريعة في ذلك الوقت كقيام الحضارة الغربية والاستعمار في العالم الإسلامي. كانت هذه المرحلة تحمل بوادر وعي بأزمة المسلمين وتخلفهم عن الحضارة والتقنية الغربية وكانت هناك حركة متزايدة من قبل بعض علماء الدين المسلمين إلى أن واقع المسلمين المتخلف يعود إلى حالة الجمود والركود في الحياة الاجتماعية والدينية. وفي حين اختار البعض التوجه نحو تبني نظريات الغرب العلمانية ونظر وفصل الدين عن الدولة، كان رأي بعض علماء الدين أن الإسلام غير متعارض مع التقدم، إنما أفكار دخيلة ووضعيات اجتماعية معينة هي من ساعد على ظهور هذا التخلف في العالم الإسلامي.
كان هذا التيار الإصلاحي يلتقي مع التيار الوهابي في تنقية العقيدة من البدع والخرافات، ويتجاوزه على صعيد الانفتاح على العصر، والنزوع نحو التجديد في الدين والفكر واللغة، أي أنه يجمع بين التمسك بالثوابت والأصول، مع ترك مساحة للمتغيرات بحيث تستوعب واقعنا المعاصر. وكان أهم أعلام هذا التيار جمال الدين الأفغاني الذي كان يميل إلى الأسلوب الثوري لمقاومة الاستعمار الغربي للدول الإسلامية، ومحمد عبده الذي اتخذ أساليب سلمية تكوين أجيال تحمل الدعوة وتنشر التربية الإسلامية، حتى لو اضطرها ذلك لمهادنة ومداهنة الاحتلال ما دام ذلك يدرأ المفاسد.
هب محمد عبده ورشيد رضا للدفاع عن الإسلام وتحديثه لمواكبة المؤسسات الغربية والمؤسسات الاجتماعية في أواخر القرن التاسع عشر. كان هذا المشروع يسعى إلى نشر مجموعة واسعة من المعرفة الإسلامية التي كانت قد تراكمت في سياق مختلف في القرن التاسع عشر. على الرغم من أن هذه الجهود كان لها تأثيرات قليلة في البداية لكنها اكتسبت زخما مع زوال الخلافة العثمانية في عام 1924 وانتشار الليبرالية العلمانية لا سيما مع جيل جديد من المفكريين والمثقفيين والكتاب الذين تبنوا الليبرالية العلمانية أو القومية العربية. ففي مصر ظهر الدكتور علي عبد الرزاق الذي كتب "الإسلام وأصول الحكم"، التي دعى فيه إلى الفصل بين الإسلام والدولة. وبعد ذلك الكتاب، ظهر كتاب علمانيين آخرون كطه حسين ومحمد سعيد العشماوي ومحمد خلف الله أحمد وفرج فودة وحسين أمين وغيرهم من المفكريين والمثقفيين والكتاب الذين دعوا فكرة الدولة المدنية العلمانية التي تفصل بين الدين ودولة.
اقتصر كل الحراك في المجتمعات المسلمة عبر التاريخ على نوعين من الحركات، حركة إصلاحية عملت دائمًا على تصحيح مسار الأمة وتجديد ما ضعف في نفوس الناس من أمور الدين وإحياء العلم الشرعي والسنن والأخلاق الإسلامية. وحراك سياسي للمنافسة على سلطة الحكم. لكن الإسلام الحركي تأثر بدعوات المصلحين الذين سبقوا نشأته مباشرة أو سبقوه بدعواتهم الإصلاحية ثم عاصروا نشأته مثل جمال الدين الافغاني والإمام محمد عبده ورشيد رضا ومحب الدين الخطيب وغيرهم. لقد أثرى هؤلاء الأربعة الحركة الثقافية والعلمية والإصلاحية في السياسة والاجتماع، وكانت لهم جهود عبر الخطابة والصحافة، ومنهم من اهتم بالإصلاح السياسي، ومنهم من اهتم بالتربية والتجديد الديني، ومنهم من جعل هدفه نشر العلم الديني والتراث. واتفقوا جميعا على ضرورة التغيير والتجديد والإصلاح على أساس مبادئ وقيم الإسلام. ربما جنح رشيد رضا ومحب الدين الخطيب إلى تكوين الجمعيات السرية كنموذج متقدم لما ستقوم عليه تنظيمات الإسلام الحركي لاحقا. لكن رجال الإصلاح الأربعة لم يكونوا من أنصار الامبراطورية العثمانية، لقد نُفي الإمام محمد عبده في عهدها، كما حددت إقامة جمال الدين الأفغاني في الأستانة حتى توفي بها، أما رشيد رضا فكان عضوا في مجلس شورى الثورة العربية ضد السلطنة العثمانية، وأما محب الدين الخطيب فكان رئيسا لتحرير مجلة القبلة الناطقة بلسان الثورة العربية ضد العثمانيين وكان هؤلاء جميعا كانوا مع الوحدة العربية، والأخيرين منهم كانا يميلان إلى نشأة خلافة عربية تقود العالم المسلم، لكن هذا يتناقض تماما مع قيام تلامذتهم بتأسيس الحركة الإسلامية وتنظيماتها كأول رد فعل عملي على سقوط السلطنة التي عمل أساتذتهم على تقويضها.

## منظرون

### جمال الدين الأفغاني
إن أول مصلح دعا الأمة الإسلامية إلى الرفع بمستواها الحضاري والروحي في مواجهة السياسة التوسعية للغرب المستعمر هو جمال الدين الأفغاني (1839-1897) رغم أنه لم يهدف بتاتاً إلى تحديث نظري للإسلام بمعنى تخطي الأصل. لقد رأى أن من واجبه الأساسي الاعتناء بنظام التدريس، وطالب بإدخال العلوم الحديثة في البرامج المدرسية، كما أشار إلى ما للفلسفة من أهمية كمادة للتدريس. ودافع بقوة وهو يجادل علماء الشريعة المقلِّدين عن العلوم الحديثة والعقل قائلاً «إن العقل وكل ما يصدر عنه يلائم مبادئ الإسلام الأساسية.» أو نراه يقول إن على المرء يعتني بتربية خصاله الحسنة ويحب الناس ويخدمهم بِتفانٍ.
تبنَّى المصلح المصري محمد عبده هذا المزج من الأحكام القرآنية عن الأخلاق والنزعة الإنسانية الحديثة وأعطاه طابعاً معاصراً. وقام العالم الهندي سيد على خان أيضاً بتمثيل الأفكار نفسها:«إن لم نتخلّ عن هذا التقليد البغيض ولم نَسْعَ إلى استضاءة أنفسنا وغيرنا من القرآن والسنّة فقط فليس للإسلام في الهند مستقبل.» كان سيد على خان متأثراً بالتفسير الحديث إلى حد بعيد حيث حاول أن يجد لكل اختراع في عالم العلم آية في القرآن تخبرنا بذلك مما جلب انتقاد المسلمين الشديد. هذه النزعة التي تبحث عن وصفة مفصَّلة في القرآن لكل ما استجدّ في ميدان العلوم. أما عميد كلية الأزهر السابق الشيخ محمد عبده فتجرأ وقال إن الإسلام لا يناقض العقل ما لم يتجاوزا حدودهما فهو كان أكثر واقعياً من علي خان. لقد قوبلت آراء عبده المنفتحة في مجال الشريعة الإسلامية والتي أوردها في دروسه ومجالسه بأسلوب ليِّن وبترحاب ووجدت أَتباعاً لها بين المثقَّفين.

### محمد عبده
على الأرجح فإن أول محاولة إصلاح ديني في العصر الحديث قادها محمد بن عبد الوهاب (1703 – 1791) وقامت على أمرين أساسيين هما تنقية العقيدة ومحاربة الشرك من جهة، واتباع السنة الصحيحة من جهة ثانية، ثم نجح في إقامة دولة بالتحالف مع العائلة السعودية، وكانت عاصمتها الدرعية. لكن الخلافة العثمانية بعثت محمد علي باشا (والي مصر) فهاجم هذه الدولة وقضى عليها ابنه إبراهيم باشا في عام 1814 بعد أن احتل كلاً من نجد والحجاز، ودمر الدرعية وأنهى هذه الدولة بشكل مؤقت، لتقوم مرتين أخريين في القرن التاسع عشر والقرن العشرين.
ثم جاءت المحاولة الثانية للإصلاح الديني على يد محمد عبده (1849 – 1905) في القرن التاسع عشر وأوائل القرن العشرين، فواجه تحدي الحضارة الغربية للأمة في مختلف المجالات الاجتماعية والسياسية والعقائدية والفكرية. وألف عدداً من الكتب في مجال العقيدة والحضارة، وكتب تفسيراً للقرآن الكريم سُمي تفسير المنار ولم يكمله (تابع كتابته تلميذه رشيد رضا لكنه أيضا توفي قبل إكماله) وقام بمحاولات لإصلاح الأزهر والتعليم الرسمي والمحاكم والقضاء، وقدم مذكرات مفصلة إلى اللورد كرومر (الحاكم الإنجليزي العام على مصر) لتحقيق ذلك، وأنشأ جمعية تهتم باللغة العربية.
يُعدّ الإمام محمد عبده واحدًا من أبرز المجددين في الفقه الإسلامي في العصر الحديث، وأحد دعاة الإصلاح وأعلام النهضة العربية الإسلامية الحديثة فقد ساهم بعلمه ووعيه واجتهاده في تحرير العقل العربي من الجمود الذي أصابه لعدة قرون، كما شارك في إيقاظ وعي الأمة نحو التحرر، وبعث الوطنية وإحياء الاجتهاد الفقهي لمواكبة التطورات السريعة في العلم، ومسايرة حركة المجتمع وتطوره في مختلف النواحي السياسية والاقتصادية والثقافية. كان محمد عبده يدعو إلى الوحدة الاجتماعية (الوطنية والدينية على السواء) وإلى توفيق جميع المصالح، وإن فكرته عن الأمة المصرية لا تعير العرق أي وزن، وهى نظرة إسلامية أصيلة.
وربما قام بعض تلاميذ محمد عبده بمحاولات إصلاح جريئة تمت بتوجيه منه ورعايته ولكن من خلف ستار، ومن ذلك ما دعا إليه قاسم أمين في كتابيه اللذين أصدرهما في حياته وهما: تحرير المرأة والمرأة الجديدة. ويمكن أن نُدرج ما قام به علي عبد الرازق وطه حسين - اللذان يعتبران من تلامذته أيضاً - في كتابين ألّفاهما بعد وفاته، ويعتبران من أخطر الكتب التي ألفت في العصر الحديث وهزت ثوابت في وجود الأمة وهما الإسلام وأصول الحكم لعلي عبد الرازق وفي الشعر الجاهلي لطه حسين. ومن الجدير بالتنويه أن محاولة محمد عبده الإصلاحية كانت متجاوبة مع بعض معطيات الحضارة الغربية، في بعض الأمور السابقة في ما يتعلق بالمرأة والسياسة والتعليم والقضاء، وكان محمد عبده متعاونا في هذا التوجه مع اللورد كرومر.

### محمد رشيد رضا
لقد حدث تغير نوعي في المحاولة الإصلاحية لمحمد عبده، وحصل تعديل لمسيرتها على يد تلميذه محمد رشيد رضا، حيث تأثر بمدرسة محمد عبد الوهاب ونقل عنها الاعتماد على الحديث الصحيح، والاهتمام بأمور السنة ومحاربة البدع، والتركيز على تنقية العقيدة من الشوائب، والاجتهاد في إعادة الخلافة بعد سقوطها عام 1924 في إسطنبول، ولذلك ألف كتابا تحت عنوان: الخلافة أو الإمامة العظمى ويمكن أن نعتبره رداً غير مباشر على كتاب الإسلام وأصول الحكم لعلي عبد الرازق. ويمكن أن اعتبار إنشاء حسن البنا للإخوان المسلمين عام 1928 أحد التجليات الشعبية للمحاولة الإصلاحية في أخرى صورها على يد محمد رشيد رضا، لأن حسن البنا كان على علاقة وثيقة بمحمد رشيد وتأثر بأفكاره وبإضافاته الفكرية على مدرسة محمد عبده.

## أدبيات
يمكن اختصار ملامح حركات الإصلاح المشتركة في القرنين التاسع عشر والعشرين في الاقتناع بالانحطاط الداخلي ومكافحة الخرافات وتصفية الإسلام منها والتنبير على القيم المعنوية والأخلاقية. إن قادة تلك الحركات الإصلاحية كانوا على يقين بأن عودة الأمة إلى القرآن وتعاليمه البسيطة الواضحة هي الحل الوحيد. نصادف في القرن التاسع عشر نزعات مختلفة بين قادة الفكر الإسلامي كل فرقة لها وصفتها لحل المسائل. فيرى التقليديون وعلى رأسهم شيخ الإسلام أو قاضي القضاة للحكم العثماني أن الخلاص يتم فقط بالتمسك بما به اهتم السلف الصالح إذ هم أقرب الناس من عهد النبوة وليس بوسعنا أن نفهم القرآن كما فهموه. والصوفية تذهب إلى أن على المسلم أن ينجو بنفسه بعيداً عن السياسة وشؤونها وعلى رأسها الشاذلية والنقشبندية.

### التربية والتعليم
تأثر محمد عبده ورشيد رضا بتجارب الإصلاح الأوروبية، ونادوا بالإصلاح الديني وبالإصلاح التعليمي والتربوي، معتبرين أن مشكلة المسلمين في زمانهم جسدها التخلف والانحطاط الحضاري، وأن أساس عملية التمدن يكمن في التقدم على مستوى الفكر والمعرفة إلى جانب الجد في العمل الفكري والديني، لذلك أعطوا الأولوية للتربية والتعليم على حساب الإصلاح السياسي، ذلك أن تعلّم واكتساب المعارف الحديثة كفيلان بنهوض أبناء الطبقات والفئات الوسطى والدنيا، وينقل المسلمين من مرحلة ثقافية وحضارية قديمة إلى مرحلة جديدة، الأمر الذي سيفضي في نهاية الأمر إلى تحسن الأوضاع السياسية، والسعي إلى إشادة الحكم الصالح، الذي يمثل مصالحهم وينشد مطامحهم. وقد تحدث محمد عبده، ومعه آخرون من دعاة الإصلاح الديني، عن الصفوة المستنيرة بوصفها تلك النخبة من المسلمين الذين يمتلكون إدراكًا عصريًا للإسلام، ومؤهلة ثقافيًا وعلميًا للقيام بنشر الإصلاح ومواجهة الجمود الديني. وكان عبده يرى أن الجمود الديني هو سبب التخلف، كونه يعطل عقل المسلم، ثم أعطى تلميذه رشيد رضا الأولوية للإصلاح الديني، بوصفه المحرك للمياه الراكدة في العالم الإسلامي. وكانت الغاية من ذلك الإصلاح الديني هي العودة إلى قيم الإسلام الأولى.

### النهوض الحضاري
وبالانتقال من محمد عبده ورشيد رضا إلى مالك بن نبي فإن الإصلاح الديني يكون قد أخلى مكانه للمشكل الحضاري، حيث اعتبر بن نبي أن مشكلة المسلمين لا تقوم في النظام السياسي، إنما المشكلة الحقيقية تكمن في التخلف الحضاري، وعليه حملت كل كتبه العنوان ذاته وهو مشكلة الحضارة واعتبر فيها أن السياق الحضاري يفسر بشكل كبير تخلف المسلمين وسبب عدم تقدمهم، وتحدث عن الجمع ما بين الإنسان والتراب والوقت في تركيبة حضارية قادرة على الانطلاق في دورة حضارية جديدة، تعيد تأهيل المسلمين بمفاعيل الفكرة الدينية. وكان يرى أن مشكلة الإنسان تبدأ من مشكلة الحضارة، التي لا تحل إلا بتغيير الإنسان نفسه، من خلال تشغيل فكره ودوره الاجتماعي وتخلصه من الجمود والسلبية ومن الارتهان للأوهام والخرافات، إلى جانب إيمان إنسان الحضارة بقيم العمل الاجتماعي والثقافي، بصفته المعول عليه كي يكون حامل مشروع الإصلاح السياسي.

### تغيير النفس والمجتمع
وتابع جودت سعيد النهج نفسه الذي خطه مالك بن نبي، واعتمد فيه على المقاربة الثقافية والحضارية، لكنه ربطها بسن التغيير والنفس والمجتمع، معتبراً أن الأمة الراشدة أهم من الخلافة الراشدة، إذ يمكن أن تقتل الأمة غير الراشدة الخليفة الراشد. ويسجل لجودت سعيد إصراره على النهج السلمي أو اللاعنف، والتحذير من اعتماد نهج وأساليب العنف للتغيير. والأجدى بالنسبة إليه هو توليد العمل والفاعلية في المجتمعات الإسلامية، واعتبار العمل قدرة وإرادة.

### إصلاح المؤسسات الرسمية
أما خير الدين التونسي فقد كان من دعاة المقاربة السياسية للإصلاح السياسي، ومن خلال المؤسسات الدستورية القائمة، ولديه منهجه في الإصلاح والتجديد الحضاري والسياسي، لكنه لا يبتعد كثيراً عن محمد عبده من جهة اعتباره التقدم الحضاري رافعة للتقدم السياسي، ذلك أن مجال الإصلاح لديه هو العمل من خلال المؤسسات، كونه الأجدى لصون المصالح وتطويرها. وكان ينظر إلى التنظيمات التي تبناها الغرب بوصفها مفتاح إدراك الفارق أو الهوة في القوة، وعنوان تميز وتقدم العالم الغربي على حساب العالم العربي والإسلامي، في حين أن أصحاب المقاربة السياسية التي تركز على العالم الخارجي، تلقي مسؤولية تردي الأوضاع في العالم العربي والإسلامي على الاستعمار والغرب والمشروع الصهيوني، وتركز على فكرة امتلاك الإرادة السياسية لمواجهة الخارج.
وتعتبر المقاربة الحركية الأكثر جذرية، وجاءت رداً على محاولات العلمنة والتغريب في الواقع العربي المعاصر، مع أنها بدأت بالظهور بعد انهيار الدولة العثمانية، ثم تنامت مع الصراع والاختلاف مع الدولة الوطنية. ومعها باتت القوى المرشحة للإصلاح أو التغيير هي الحركة أو الجماعة الإسلامية، وتختلف لديها طبيعة التنشئة والتربية بحسب طبيعة المقاربة الفرعية، حيث سلك بعض هذه الحركات طريقاً سياسياً، فيما سلك بعضها الآخر طريق العنف المسلح في مواجهة الأنظمة السياسية.

### نبذ التقليد
أما قادة الإصلاح أمثال جمال الدين الأفغاني فلا يقيمون يتمسكوت بأعمال السلف وها هو الأفغاني يغضب عندما يُقتبس في مجلسه ما يقول القاضي عياض حجة وكأن ما كتبه وحي مُنزَل فيقول:«يا سبحان الله! إن القاضي عياض قال ما قاله على قدر ما وسعه عقله وتناوله فهمه وناسب زمانه فهل لا يحق لغيره أن يقول ما هو أقرب إلى الحق وأَوْجَه وأصحّ من قول القاضي عياض أو غيره من الأئمة وهل يجب الجمود والوقوف عند أقوال أناس أطلقوا لعقولهم سراحها فاستنبطوا وقالوا وأدلوا دلوهم في الدلاء وفي ذلك البحر المحيط من العلم وأتوا بما ناسب زمانهم وتقارب مع عقول جيلهم - وتتبدل الأحكام بتبدُّل الزمان.» ولما قيل له إن ذلك يحتاج إلى الاجتهاد وباب الاجتهاد عند أهل السنة مسدود لتعذُّر شروطه تنفس الصعداء وقال:«ما معنى باب الاجتهاد مسدود وبأي نص سُدَّ باب الاجتهاد أو أي إمام قال: لا ينبغي لأحد من المسلمين بعدي أن يجتهد ليتفقّه في القرآن أو أن يهتدي بهدى القرآن وصحيح الحديث.»

### إصلاح التشريع الإسلامي
تختلف رؤى الإصلاحيين حول طرق إصلاح الخطاب الديني وتنقيح الفقه والشريعة الإسلامية. من هذه الأفكار:
المنهج الأول: تقييد الشريعة عن طريق استخدام القرآن والسنة النبوية الموثوق بها فقط والحد من الأحاديث الضعيفة والمتعصبة التي تعرضت إلى انتقادات كثيرة. وهناك عدد قليل من التقدمييون مثل الشيخ غلام أحمد برويز الباكستاني، الذي ذهب أبعد من ذلك وقال أن القرآن والأحاديث التي تطابقه هما الشيء الوحيد الملزم.
المنهج الثاني: إعادة تفسير أكثر أو أقل تعصبية للمصادر الموثوقة. هذا هو الحال بصفة خاصة مع النصوص القرآنية التي تتحدث عن معاملة الكفار والجهاد وتعدد الزوجات والحدود بأنواعها التي تتعارض مع مفاهيم الحداثة. تمكن الإصلاحيون من إعادة التفسير النصوص الدينية بدعم من النصوص، مثلا اشتراط أربعة شهود رجال عدول ثقات يشهدون وقوع الزنا ويظهر من هذا صعوبة إقامة الحد. أيضا تعدد الزوجات مشروط على قدرة الزوج على العدل بينهم، على الرغم من تأكيد القرآن في مواضع أخرى.

### قراءة التاريخ
يقول بعض الإصلاحيون انه لا يوجد حقبة مثالية في ما يتعلق التاريخ الإسلامي، مستدلين على ذلك باغتيال ثلاثة من الخلفاء الأربعة الراشدين. وعلاوة على ذلك، كانت إسبانيا وأفريقيا وبلاد فارس كانوا تحت حكم ذاتي في نقاط مختلفة في التاريخ مما أدى إلى عدم وجود دولة خلافة واحدة. هذا طبعا يتناقض مع التاريخ التقليدي الذي يدعي أن الخلافة الأموية والخلافة العباسية والخلافة العثمانية حافظت على السياسية العامة وحفاظت على سلامتها الإقليمية وأن التشرذم والانقسامات كنا حالات استثنائية.

### السياسة
بعض الإصلاحيون يعتقدون أن الإسلام هو ليس أيدولوجية ولكنه دين لا يقدم نموذج محدد لحكم الدولة، وعدد كبير من المنهاج التي استخدمت طوال التاريخ الإسلامي من حكومات مختلفة. التقدمييون والإصلاحيون يجادلون أنه لم توجد أية معارك في التاريخ الإسلامي من أجل فصل بين الدين والدولة، لأن رجال الدين كانوا دائما كيانا مستقلا عن الحكام على عكس المسيحية. كثير من التقدمييون الإصلاحيون يدعون إلى الاستفادة من النموذج الغربي في الحياة السياسية، خاصة في نواحي الليبرالية والديموقراطية.

### التأصيل الديني للإصلاح
يقول علي جمعة:
ولا يمتاز السلف عن الخلف في ذلك إلا بأن لهم فضل الالتفات إلى هذه القواعد والشعور بمدى الحاجة إليها ثم العكوف على استخراجها وتدوينها. فالسلفية الحقيقية تعني التزام أهلها بمنهج السلف في تعاملهم مع نصوص القرآن والسنة؛ هذا المنهج الذي كان متجسدًا ومتجليًا في سلوك السلف الصالح رضوان الله عليهم. فكل من التزم بهذا المنهج فقد دخل في دائرة الوحدة التي عنون لها بأهل السنة والجماعة وإن عاش في القرون الأخيرة من عمر الدنياء وكل
من لم يلتزم به فقد خرج عن دائرة تلك الوحدة الجامعة، وإن عاش في أول قرن
من عمر الإسلام.

## مفاهيم ومصطلحات
يستعمل الإصلاح الإسلامي الحديث مفاهيم عن الحرية والدستور والمصلحة، وهي مفاهيم مقتبسة من فكر سياسي حديث ذي مجتمع مدني تمكن من القطع مع تراثه الديني. حاول الإصلاحيون تأويل هذه المفاهيم وصياغة مرادفات تحيل إلى معانيها، لكنهم وجدوا أنفسهم أمام مرادفات لم تتخلص من دلالتها الدينية، ما أدى إلى نشوء سوء تفاهم بين مفاهيم إسلامية ومفاهيم تنتمي إلى مجتمع مدني حديث مثل مرادفة الديمقراطية بالشورى، ونواب الأمة بأهل الحل والعقد، وحرية الفكر بالاجتهاد. «إنَّ المفاهيم الأجنبية التي لجأ إليها مفكرو الإصلاح الإسلامي الحديث والمتعلقة بالتنظيم المدني للمجتمع والسياسة انتهت إلى الانفصال عن دلاليتها الدينية. وقد لعبت الفلسفة الحديثة بالخصوص دورا في توفير جهاز مفاهيم يختص بالمجتمع المدني الحديث. هذه المفاهيم التي صاغت فلسفةً مستقلةً، تتعلق بمجتمع مدني هي التي تلقاها مفكرو الإصلاح الإسلامي وسعوا إلى إدراكها، بواسطة مفاهيم ما زالت لصيقةً بدلالية دينية. ليس فقط لأن الفلسفة العربية الإسلاميَّة قد أصابها الجمود منذ قرون، بل حتى في فترة ازدهارها ظل نصيب الفلسفة الاجتماعية والسياسية هزيلا، ولا أدل على ذلك من ضحالة حديث الفلاسفة الإسلاميين وغرابته عن السياسة وعن المدينة الفاضلة.
كما أولى المصلحون مسألة التربية والتعليم اهتماماً عظيما في أبحاثهم، وذلك يرجع إلى وعيهم المتأخر بأن مشكل الانحطاط لا يرتبط فقط بالنظام الاستبدادي، وإنما يرتبط أيضا بالرعايا الذين لم يستوعبوا بعد مفهوم المواطنة، فالنظام السياسي ليس سوى مرآة تعكس صورة المجتمع ونخبته، ومن ثمة علينا محاسبة المجتمع والنخبة بالقدر نفسه الذي نحاسب به النظام السياسي، ذلك أن هذا الأخير لم يسقط على رؤوسنا من فراغ ولا يعمل في استقلال عن محيطه الداخلي، فمشروع التعليم هذا ليبيرالي كما يبدو، ويمكن اعتباره صدى للمدرسة التربوية الليبرالية الفرنسية، كما أرسى دعائمها جول فيري (1832 ـ 1893) الذي كان أبرز المدافعين عن المدرسة اللائكية. ولكنه مشروع سياسي في عمقه، صادر عن هذا التصور الذي يشترك فيه طه حسين مع أسلافه من المفكرين العرب المحدثين، حين أرجعوا مشكل تأخر بلدانهم إلى طبيعة نظام الحكم المطلق السائد، وحله بإقرار مؤسسات دستورية، وهي نفسها الديمقراطية التي دافع عنها أيضا صاحب مستقبل الثقافة في مصر، وجعل تحقيقها متعلقاً بإعادة تربية المصريين، وبذلك يتحقق المجتمع المصري الحديث على الأسس نفسها التي قامت عليها الحضارة الغربية».

## عقبات
لكن هذه المحاولات الإصلاحية - التي قادها محمد عبده، وعدّل مسيرتها محمد رشيد رضا - لقيت تعثراً بعد الحرب العالمية الأولى، لأن النظام السياسي قام بعد ثورة 1919 على التنكر لدور الدين الإسلامي في بناء الأمة، فاعتبر أن الشعب في مصر أمة فرعونية، ولا علاقة للدين الإسلامي بتكوينها. وقد دعا إلى هذا الأمر عدد كبير من مثقفي مصر ومفكريها، ومنهم: سعد زغلول وأحمد لطفي السيد وطه حسين وعباس محمود العقاد وسلامة موسى وغيرهم، وقامت أحزاب على تلك الدعوى، ومنها: حزب الوفد وحزب الأحرار الدستوريين. لذلك اتجه الإصلاح الديني إلى الصراع مع الأطراف الأخرى حول هوية الشعب المصري، وإلى إبراز دور الإسلام في تكوين بنائه النفسي والعقلي والاجتماعي والثقافي، ومما يؤكد ذلك أن عاداته وتقاليده وأعرافه مرتبطة بتعاليم الإسلام وسننه وآدابه وتوجيهاته وأخلاقه، وليس هناك أي أثر للتاريخ الفرعوني في واقع الشعب المصري.
ثم تعثر الإصلاح الديني مرة ثانية بعد الحرب العالمية الثانية عندما قامت ثورة يوليو / تموز عام 1952 بقيادة جمال عبد الناصر وارتكزت على أمرين الأول: القومية العربية التي تنكرت للدين الإسلامي عندما اعتبرت أن الأمة العربية قامت على اللغة والتاريخ، ولا دخل للدين الإسلامي في تكوينها. والثاني: الاشتراكية وقد اعتبرت هذه الاشتراكية المأخوذة من الماركسية أن الدين خرافة، ويجب استئصاله من واقع الحياة لأنه يغذي الأوهام ويوّلد الاستسلام للأغنياء والرأسماليين. لذلك تعثرت المحاولة الإصلاحية بعد الحرب العالمية الأولى وبعد الحرب العالمية الثانية لأنها خاضت معركتين: الأولى من أجل الهوية، والثانية من أجل الوجود والبقاء في مواجهة الاستئصال والعنف اللذين أصلت لهما الاشتراكية في الصراع الطبقي بين البروليتاريا والبرجوازية.

### الثورة الإسلامية في إيران
ثم ظهرت تعقيدات أخرى في مسيرة الإصلاح الديني عندما قاد الخميني ثورة حكم بها إيران عام 1979، وأصر على أن تكون الثورة الإيرانية ذات بعد طائفي فأضاف مادة في دستور الجمهورية توضح التزام الدولة بالمذهب الجعفري الاثني عشري. وقد جعل ذلك الساحة تصطبغ ببعد جديد لم يكن موجودا هو البعد الطائفي، فعقّد ذلك عملية الإصلاح وجعلها تواجه مشكلة جديدة هي: "التفتيت الطائفي" الناتج من الصراع السني الشيعي، الذي غذته قيادة إيران وما زالت مصرة عليه.

### الشرق الأوسط الجديد
كما ظهرت مشاكل أخرى في مواجهة الإصلاح الديني جعلته ينشغل عن الإصلاح في مواجهة التفتيت الإثني والطائفي والعرقي، عندما طرح الرئيس الأميركي الأسبق جورج بوش الابن مشروع الشرق الأوسط الجديد بعد غزو العراق عام 2003 وطرحت وزيرة خارجية الأمريكية كوندوليزا رايس عام 2006 مبدأ الفوضى الخلاقة كآلية لتحقيق "الشرق الأوسط الجديد" الذي دعا إليه بوش. استهدف هذا المشروع الأميركي تفتيت العراق وسوريا ومصر والسعودية إلى دويلات صغيرة، مما جعل الإصلاح الديني يتوجه إلى العمل الدؤوب للمحافظة على وحدة الأمة ووجودها وكيانها، في مواجهة مختلف التهديدات الهادفة إلى التفتيت والناجمة من مشروع "الشرق الأوسط الجديد".

## الإصلاح بين القديم والحديث
كان أبو حامد الغزالي أول من راودته نية إصلاح عصره، والذي يكشف عنها في كتابه إحياء علوم الدين الذي وضعه أثناء الحملة الصليبية الأولى التي احتلت مجموعة من الأراضي الإسلامية بما فيها القدس، ظل حبيس نظرة ضيقة تحمل على القوى الداخلية مثل الشيعة والإسماعيلية وتتجاهل القوى الأجنبية الغالبة، الإصلاح عند الغزالي متصور حسب المنطق المعهود للإصلاح أي إرجاع الحافز إليه إلى خلل داخلي حل بالأمة وتفسير هذا الخلل بالخلاف، أي افتراق المسلمين فرقاً متصارعة، والتماس الحل في توحيد الذِّهن والسياسة. وطريق هذا كله يتمثل في نبذ التقليد والعودة إلى إسلام الأصل. ففي إصلاح الغزالي: الإسلام مكتف بذاته.
موقف كهذا كان لا بد له أن يأفل، خصوصا بعد التدخل الأجنبي في البلدان الإسلامية إبان النصف الثاني من القرن الثامن عشر، إذ سرعان ما سيتخلى المفكرون المسلمون عن موقف أسلافهم الذي يدعو إلى إسلام يرتدّ إلى ذاته وحدها ويتلمس من خلالها مصدر الإعضال ويطلب سبل الإصلاح، وسيلجأون عوضا عن ذلك إلى الآخر، وسيتخذون منه نموذجا في وضع تصورهم حول مسألة التأخر والانحطاط، وهنا بالضبط يتميز الإصلاح الحديث عن الإصلاح القديم. إنه إصلاح يؤمن بتأخر العرب مقارنة بالغرب، رغم أنه يحصر تقدم الغرب في مؤشرات مادية. نعتقد أنهم ذهبوا إلى ما هو أبعد، فهم في الواقع اعتبروا تفوّق الغرب أو البلاد الأوروبية التي تعرفوا عليها، راجعاً أساساً إلى نظامه السياسي الضامن في رأيهم للحرية والمقيد للسلطة بالقانون، وأنَّ تأخر الشرق بما فيه البلاد الإسلامية راجع أيضا إلى طبيعة نظامه السياسي القائم على الاستبداد. إنَّ هذا الموقف يصدق على الفكر الإصلاحي العربي والإسلامي عموماً، سواء ذلك الذي قام باسم السلفية أو ذلك الذي أراد أن يكون ليبراليّاً.
هنا يلتقي لطفي السيد مع علال الفاسي، كما يلتقي محمد عبده مع خير الدين التونسي. في هذا الموقف الأساسي يشترك من سُموا بالسلفيين مع من نُعتوا بالليبراليين، مما يدل على أن التمييز بين هاتين الفئتين في الفكر العربي الإسلامي لا يخلو من التباس، فالجميع ينطلق من إشكالية واحدة تقبل بالتأخر وترجعه إلى طبيعة المؤسسة السياسية وتقيمه بناءً على ثنائية الشرق والغرب.
وفي هذا كله يعكس هؤلاء جميعا الصورة التي كوّنها المفكرون الأوروبيون أنفسهم، خاصة مفكري القرن الثامن عشر عن الشرق، وعن تأخره الذي أرجعوه إلى نظامه الاستبدادي. فحتى المصلحون السلفيُّون قبلوا بهذه الإشكالية، فتحدثوا هم أيضا عن تقابل الشرق والغرب، وحصروا المشكل في نظام السلطة، وصبوا جامّ غضبهم على الاستبداد الذي اعتبروه السبب الأول في الانحطاط، ودعوا إلى تقييد السلطة بأصول العدل الإسلامي، وهنا نستثني حركات الإصلاح الحديثة التي نشأت خارج المناطق الحضرية مثل الوهابية والمهدوية والسنوسية. ولما كان الفكر الإصلاحي الإسلامي في القرن الماضي وحتى أواسط هذا القرن وهو يجيب على الفكر الغربي، ويقتبس منه إنما يتوجه أساساً إلى الأفكار الليبرالية، فإنه سعى إلى إيراد المرادف الإسلامي لها وذلك قبل أن تروج الأفكار الاشتراكية داخل الفكر الإسلامي نفسه فيقوم بالعملية التأويلية نفسها. وهكذا، وجوابا على الأفكار الليبرالية، عمل على إحياء مفاهيم بعينها من التراث الفكري السياسي الإسلامي، وبالأخص مفهوم الشورى الذي لعب دوراً مركزيّاً في دعوته الإصلاحية السياسية.

## حركات معاصرة

### الحركة الليبرالية الإسلامية
وجد هذا التيار مجموعة كبيرة من الأفكار الليبرالية داخل الإسلام. سماه البعض بالإسلام الاجتهادي وسماه آخرون بالإسلام التقدمي، ولكن البعض الآخر يرى أن الإسلام الإصلاحي التقدمي والإسلام الليبرالي هما حركتان مختلفتان ضمن دين الإسلام. ويرى آخرون أن الإسلام الليبرالي على أنه امتداد لحركة الإسلام التقدمي التي بدأها جمال الدين الأفغاني ومحمد عبده ومحمد رشيد رضا في العصر الحديث.

## شخصيات

### المؤسسون
- رفاعه الطهطاوي
- السيد أحمد خان
- خير الدين التونسي[22]
- جمال الدين الأفغاني
- محمد عبده[23]
- عبد الرحمن الكواكبي
- محمد رشيد رضا [24]
- علي شريعتي

### إصلاحيين جدد
- حسن البنا [25]
- جمال البنا[26][27]
- محمد الغزالي[28]
- محمد البشير الإبراهيمي[29]
- راشد الغنوشي
- محمد فتح الله كولن[30]

## اقرأ أيضا
- إصلاح بروتستانتي

## وصلات خارجية
- الأصولية والإسلام من الإصلاح الديني إلى الجهاد العالمي، الجزيرة نت، 30 نوفمبر 2004
- التوجه الإصلاحي في الحركات الإسلامية إلى أين؟، الجزبرة نت، 3 أكتوبر 2004
- الإسلاميون - الرواد الإصلاحيون على يوتيوب، الجزيرة نت، 13 نوفمبر 2009
- الحركات الإصلاحية: من السياسي إلى الثقافي، موقع المسلم
- توضيح مفهوم وضرورة الإصلاح الديني الإسلامي بقلم حسن اسميك.
- منهاج محمد عبده في الإصلاح الإسلامي دعوة الحق العدد 39.
- حركات الإصلاح في العالم الإسلاميّ بقلم عباس أرحيلة.
- زعماء الإصلاح الإسلامي في العصر الحديث: الشيخ محمد عبده مؤسسة الهنداوي.
- جمعية الإصلاح الإسلامية في لبنان